# Stettins voetbalkampioenschap 1912/13
In 1912/13 werd het achtste Pommers voetbalkampioenschap gespeeld, dat georganiseerd werd door de Pommerse voetbalbond. Nadat de Pommerse voetbalbond terug zelfstandig geworden was van de Berlijnse voetbalbond werd de Stettinse competitie weer omgedoopt in Pommerse competitie. Preußen Stettin werd kampioen. De club nam nog niet deel aan verdere regionale eindrondes. 
Sport 08 Stettin nam voor dit seizoen de naam SC Minerva Stettin aan. Na dit seizoen ging de voetbalbond op in de Baltische voetbalbond en maakte zo deel uit van het Pommers voetbalkampioenschap. De clubs uit Stettin bleven wel in een stadscompetitie spelen.

## Eindstand
| Plaats | Club                             | Wed. | W  | G | V | Saldo | Ptn   |
| ------ | -------------------------------- | ---- | -- | - | - | ----- | ----- |
| 1.     | Stettiner SC Preußen 1901        | 12   | 11 | 1 | 0 | 64:15 | 23:1  |
| 2.     | Stettiner FC Titania             | 12   | 7  | 1 | 4 | 22:12 | 15:9  |
| 3.     | Stettiner SC 1908                | 12   | 7  | 0 | 5 | 38:27 | 14:10 |
| 4.     | SC Blücher 1904 Stettin          | 11   | 6  | 1 | 4 | 31:20 | 13:9  |
| 5.     | Stettiner SpVgg 05               | 11   | 3  | 2 | 6 | 22:41 | 8:14  |
| 6.     | Sport-Britannia von 1908 Stettin | 11   | 1  | 1 | 9 | 16:43 | 3:19  |
| 7.     | SC Minerva Stettin               | 9    | 1  | 0 | 8 | 5:40  | 2:16  |

|  | Kampioen |